# Mníšek (Těšín)
Mníšek nebo Mnichy (polsky Mnisztwo, německy Mönichhof) je čtvrť Těšína rozkládající se na jihovýchodním okraji města na řece Bobrůvce.
První zmínka o obci pochází z roku 1577. Její název souvisí s dominikánským řádem, kterému patřil zdejší dvůr a statek až do roku 1775, kdy byl rozparcelován Těšínskou komorou. Po rozdělení Těšínska v roce 1920 se Mníšek ocitl na polské straně hranice. V roce 1973 byl připojen k Těšínu. Roku 1997 na území sídelní jednotky Mnisztwo žilo 388 obyvatel.
V současnosti je Mníšek okrajovou čtvrtí s převahou rodinné zástavby. Nachází se zde vozovna MHD a železniční zastávka Cieszyn-Mnisztwo na zrušené trati 190 z Těšína do Bílska-Bělé.